# Dihaploïde
Dihaploïde cellen worden gevormd door halvering van het aantal chromosomen en vervolgens weer verdubbeling van het aantal chromosomen tot diploïde cellen.
Dihaploïden zijn belangrijk bij de veredeling van tetraploïde gewassen, zoals aardappel, omdat selectie op dit niveau sneller gaat dan bij tetraploïden. Tetraploïden kunnen weer uit de dihaploïden gevormd worden door onder andere somatische celfusie.
De term "dihaploïde" werd voor het eerst gebruikt door Bender om in één woord het aantal genoomkopieën (diploïde) en hun ontstaanswijze (haploïde) te kunnen beschrijven. De term wordt in zijn oorspronkelijk context algemeen gebruikt, maar wordt ook gebruikt voor verdubbelde haploïden, die homozygoot zijn en gebruikt worden bij het genetische onderzoek.